# Diên Biên Phu (film)
Pour le district, voir Ðiện Biên Phủ.
Pour plus de détails, voir Fiche technique et Distribution.
Diên Biên Phu est un film franco-vietnamien réalisé par Pierre Schoendoerffer et sorti en 1992.

## Résumé
En mars 1954 à Hanoï, le journaliste américain Howard Simpson réalise un reportage sur la guerre d'Indochine. Il se lie d'amitié avec plusieurs militaires français et apprend, à leur côté, le début de l'attaque contre le camp retranché de Diên Biên Phu. Il voit là l'occasion d'obtenir les premiers scoops pour son journal. Il entre en contact avec un journaliste français de l'AFP afin de faire confirmer ses informations.
À Diên Biên Phu, l'attaque bat son plein, l'artillerie viêtminh se déchaîne contre les positions françaises et de nombreux officiers ont été tués. Un brigadier du Train et un sergent qui commande des partisans thaïs, découvrent la vie dans les tranchées. Un premier bataillon de parachutistes est envoyé en renfort après la perte des collines fortifiées Béatrice et Gabrielle. Le lieutenant Ky constate que ses paras vietnamiens sont démoralisés et enclins à la désertion. On assiste aux derniers départs sanitaires en avion avant que la piste d'atterrissage soit détruite.
À Hanoï, où un spectacle-concert de violon a été organisé à l'occasion de la tournée de la talentueuse Béatrice Vergnes, l'émotion est à son comble. La population spécule et fait des paris sur le jour de la chute du camp retranché. À l'état-major, tout semble désorganisé, le capitaine Morvan ne sait pas où est son général.
Le capitaine Jegu de Kerveguen se porte volontaire pour être parachuté en renfort alors que tout semble déjà perdu dans la cuvette ; il prend le commandement d'une compagnie chargée de tenir une colline, Huguette 7, jusqu'à son repli, quelques semaines plus tard.
Alors que des Bretons jouent du biniou pendant chaque accalmie, un lieutenant d'artillerie, très philosophe, dirige sa batterie et ses canonniers coloniaux. Pendant l'attaque, il refuse de se replier et fera tirer ses pièces directement face à l'ennemi, sauvant provisoirement la situation.
Le lieutenant Duroc, pilote de C-47 Dakota, fait chaque jour des vols au-dessus de Diên Biên Phu pour y parachuter des munitions et des renforts. Son avion sera finalement abattu par la DCA viêtminh.
Le maréchal des logis Thade Korzeniowski, jeune père, est volontaire pour sauter sur la cuvette et y commander l'un des rares chars M24 Chaffee qui n'ont pas encore été détruits. Il y retrouve les deux membres du service cinématographique des armées (dont P. Schoendoerffer). Le « padre », aumônier catholique, est lui aussi volontaire pour sauter sur Diên Biên Phu ; il y réconforte les blessés en constatant la folie de la guerre.
Une à une, les collines sont prises et le camp rétrécit comme une peau de chagrin. Sous la pluie battante, quelques contre-attaques françaises parviennent à en reprendre quelques-unes, mais il n'y a plus assez d'effectifs pour les conserver définitivement. Les batailles pour Eliane 1 et Eliane 2 absorbent les derniers efforts.
Au bord de la Nam Youn, la rivière qui serpente au fond de la cuvette, des centaines de déserteurs démoralisés se terrent et attendent l'inexorable.
Le 7 mai 1954, les derniers combattants du camp retranché reçoivent l'ordre de cesser le feu. Des milliers de soldats viêtminhs dévalent des collines environnantes et prennent « triomphalement » Diên Biên Phu. Plus de 10 000 soldats français (tirailleurs, légionnaires, artilleurs...) sont capturés. Près des trois quarts décèderont en captivité au cours des prochains mois.

## Fiche technique
- Titre : Diên Biên Phu
- Réalisateur : Pierre Schoendoerffer
- Scénario : Pierre Schoendoerffer
- Photographie : Bernard Lutic
- Montage : Armand Psenny
- Décors : Raoul Albert
- Costumes : Olga Pelletier
- Assistant réalisateur : Philippe Rostan
- Musique : Georges Delerue
- Son : Michel Laurent
- Producteur : Jacques Kirsner & Pierre Schoendoerffer
- Sociétés de production : TF1 Vidéo, Studiocanal
- Pays de production :  France,  Vietnam
- Langue : français, vietnamien
- Genre : guerre
- Durée : 131 minutes
- Date de sortie :
  - France : 4 mars 1992

## Distribution
Les personnages du film portent des noms fictifs. Leurs rôles sont inspirés de la vie d'hommes qui ont effectivement existé, bien qu'il y ait eu des « arrangements » pour les besoins du film.

### Militaires
- Patrick Catalifo : capitaine Jégu de Kerveguen. Inspiré de la personnalité du commandant Jean Pouget[1].
- Maxime Leroux : lieutenant d'Artillerie Coloniale[2].
- François Négret : brigadier du Train des équipages
- Patrick Chauvel : lieutenant Duroc, pilote de DC3
- Christopher Buchholz : capitaine Morvan, de l'État-major
- Raoul Billerey : le père Wamberger, aumônier catholique, surnommé le « padre »
- Eric Do : lieutenant Ky, officier du 5e BPVN
- Sava Lolov : maréchal des logis Thade Korzeniowski, du 1er RCC
- Luc Lavandier : sergent du détachement de partisans Thaïs
- Ludovic Schoendoerffer : caméraman du service cinématographique des armées[3].
- Igor Hossein : photographe du service cinématographique des armées[4]
- Geneviève de Galard : Geneviève, infirmière militaire, seul son prénom étant cité

### Civils
- Donald Pleasence : Howard Simpson, journaliste américain du San Francisco Chronicle, il est censé avoir obtenu le Prix Pulitzer
- Ludmila Mikaël : Béatrice Vergnes, violoniste du conservatoire de Paris, en tournée en Extrême-Orient. Cousine du capitaine de Kerveguen
- Jean-François Balmer : journaliste de l'AFP
- Lê Vân Nghia : le cyclo-pousse surnommé « vieux crabe »
- Long Nguyen-Khac : M. Vinh, imprimeur et homme de lettres, nationaliste
- Thé Anh : Ông Cọp, c'est-à-dire « Monsieur Tigre » financier chinois, organisant les jeux d'argent
- Maïté Nahyr : l'eurasienne tenancière, négociante d'opium
- Hoa Debris (V. F. Espérance Pham Thai Lan) : Betty, patronne du bar « Normandie »
- Thu Ha : fiancée du maréchal des logis Thade Korzeniowski

## Critique presse
L'année de sa sortie, Le Monde salue un chef-d'œuvre loin des stéréotypes de films de guerre américains ayant dépeint la Guerre du Viêt Nam.
En 2022, RTBF apprécie la façon que le film a de raconter la guerre d'Indochine. 
En 2024, Le Nouvel Obs parle d'un film évènements comparable aux grandes productions hollywoodiennes ayant représenté les affres de la guerre du Vietnam. 
La revue Inflexions le qualifie de véritable tragédie au sens antique et philosophique du terme.

## Cités dans le film
Afin de renforcer la véracité historique des commentaires entendus dans le film, certains participants prestigieux ayant participé à la bataille ou ayant dirigé les opérations en Indochine, sont cités dans les dialogues :  
- colonel Jules Gaucher, commandant la 13e DBLE, tué le 13 mars 1954 au début de l'attaque
- commandant Marcel Bigeard, commandant le 6e BPC qui sera parachuté en renfort sur Diên Biên Phu
- colonel de Castries, commandant du camp retranché de Diên Biên Phu
- général Võ Nguyên Giáp, commandant l'Armée populaire du Viêt Nam
- général Henri Navarre, commandant le corps expéditionnaire français en Indochine
- général René Cogny, commandant les troupes françaises au Tonkin
- général Jean de Lattre de Tassigny, ancien commandant des troupes françaises en Indochine
- lieutenant-colonel Pierre Langlais, commandant le Groupe Aéroporté à Diên Biên Phu
- lieutenant-colonel Charles Piroth, commandant l'artillerie, qui se suicidera en constatant l'inefficacité de ses pièces contre les canons vietminhs
- lieutenant Paul Brunbrouck, officier de tir à la 4e batterie du 2/4e RAC (2e groupe du 4e régiment d’artillerie coloniale)
- Geneviève de Galard, infirmière militaire, surnommée « l’ange de Dien Bien Phu »[9]

## Histoire, documentation et tournage
La bataille de Diên Biên Phu a déjà fait couler beaucoup d'encre, de nombreux livres ont été écrits sur la bataille décisive de la guerre d'Indochine. Le réalisateur Pierre Schoendoerffer connaît très bien le sujet puisqu'il a lui-même participé à la bataille, en tant que caméraman pour le service cinématographique des armées. L'un de ses fils, Ludovic Schoendoerffer, joue son rôle dans le film.
Tourné au Viêt Nam avec la participation de l'armée vietnamienne, qui a fourni de nombreux figurants, le film ne comporte pas d'anachronismes sérieux comme on peut souvent en voir dans certains films de guerre. Les matériels et les uniformes français de la guerre d'Indochine provenaient des stocks américains de la Seconde Guerre mondiale, la représentation a été fidèlement reproduite pour le tournage. Pour l'occasion, trois véritables avions Douglas C-47 Skytrain (version cargo du Dakota DC3) ont été achetés aux États-Unis et transportés, par bonds successifs et grâce à des réservoirs supplémentaires, sur les lieux du tournage. Cependant les numéros des matricules militaires (de l'US Air Force) qui ont été peints sur les avions, ne correspondent pas à des avions de ce modèle.
Les armes individuelles, les véhicules à roues et la présence d'un pont Bailey traversant la Nam Youm, sont à l'image de ce qui existait à Diên Biên Phu en 1954. Les dix chars M24 Chaffee de l'escadron blindé qui se trouvait sur place en 1954, sont représentés par quelques M41 Walker Bulldog maquillés, issus des anciens stocks de l'armée du Sud Vietnam vaincue en 1975 et rattachée au Viêt Nam actuel.
Un véritable effort a également été consenti pour reproduire une partie des tranchées, et même les dessus du poste de commandement de la place (PC GONO). Le champ de bataille a été reconstitué dans un site « vierge » ressemblant plus au Ðiện Biên Phủ de 1954 qu'à l'actuel, très urbanisé.

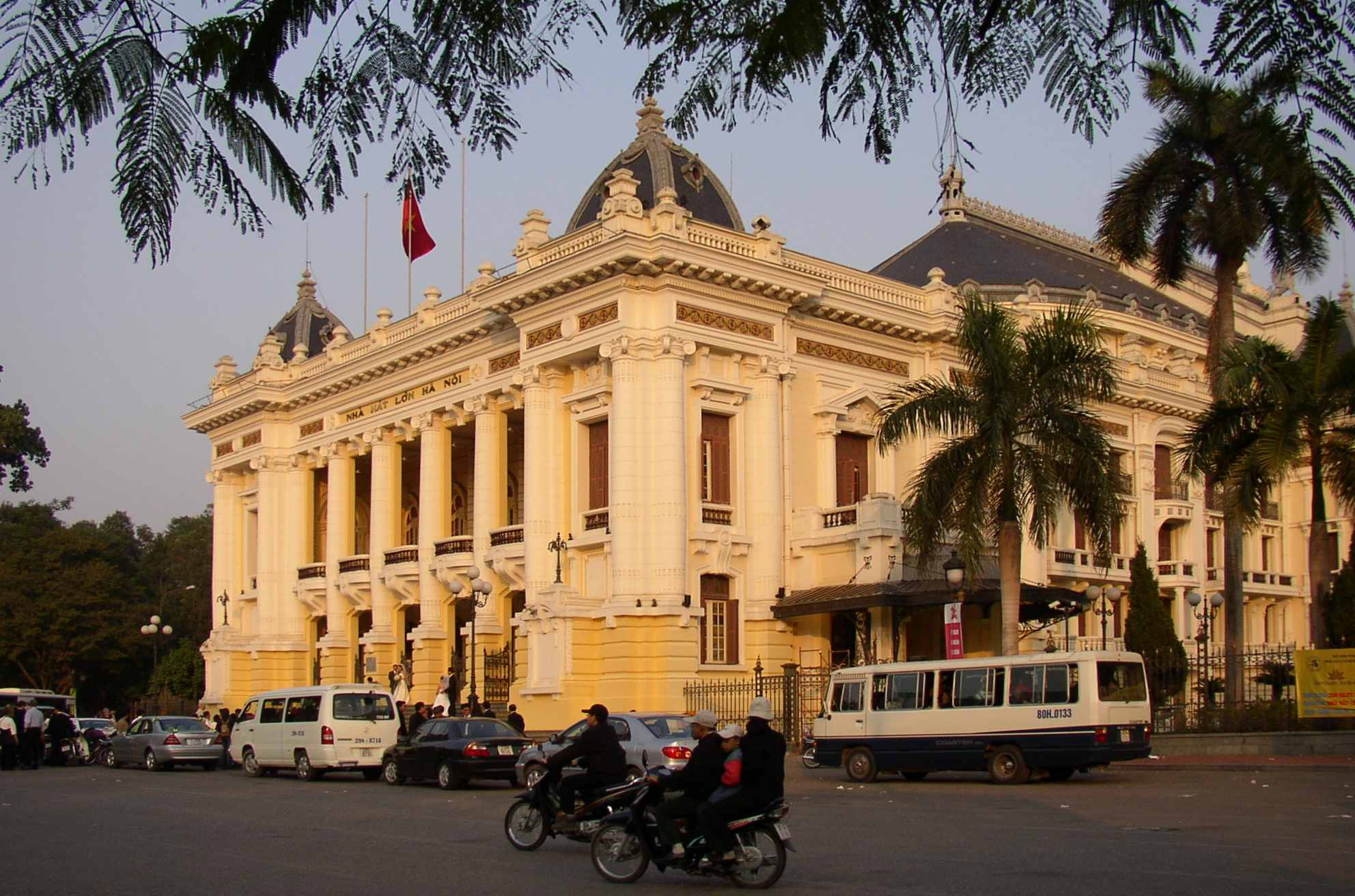
L'Opéra de Hanoï

Les scènes du film se déroulant à Hanoï ont réellement été tournées dans l'ancienne rue Paul Bert, près du pont Long Biên, ancien pont Doumer, l'un des symboles de l'ancienne présence française au Viêtnam. Des scènes ont également été tournées dans et devant l'opéra de Hanoï. Enfin, des scènes ont été tournées à l'aéroport de Gia Lâm, non loin de Hanoï, aéroport d'où se sont effectivement envolés vers Diên Biên Phu les parachutistes pendant la bataille.
Le film présente une série d'évènements et d'actions individuelles, souvent anonymes, relatés dans la littérature abondante consacrée à la bataille, ou issus des souvenirs directs du réalisateur. Pour les besoins du montage, ils ont été réunis et attribués à quelques acteurs.
L'officier qui a inspiré le personnage du lieutenant d'artillerie est Paul Brunbrouck, du 4e RAC, dont la batterie de canons de 105 mm était installé sur la colline Dominique 3.
Le médecin Paul-Henri Grauwin, bien qu'également non cité dans le film, est visible plusieurs fois au travail à l'infirmerie du camp, où s'accumulaient les blessés qu'on ne pouvait plus évacuer.
Enfin, l'acteur principal, Patrick Catalifo, campe au travers de son rôle du capitaine Jegu de Kerveguen un ensemble de figures s'étant illustrées au cours de la bataille, en particulier celle du capitaine Alain Bizard, du 5e BPVN qui tenait Huguette7 avec une compagnie de marche.

## Conclusion du réalisateur
Le réalisateur Pierre Schoendoerffer est également le narrateur du film. Il en commente les phases principales. C'est lui qui offre la conclusion avant le générique de fin :

« Ce film a été tourné moins de quarante ans après la bataille de Diên Bien Phu, au Vietnam, au Tonkin comme nous disions autrefois, avec les Vietnamiens et l'armée du Viêtnam. Ce fut une expérience bouleversante, pour eux comme pour nous. Refermant une page douloureuse de notre histoire, elle n'a de sens que si elle contribue à renouer des liens avec ce Vietnam que nous aimons, que j'aime. »